# Região (topologia)
Em matemática, sobretudo no estudo das equações diferenciais parciais, define-se como região ou domínio todo conjunto aberto e conexo.